# Xã Cleveland, Quận Edmunds, South Dakota
Xã Cleveland (tiếng Anh: Cleveland Township) là một xã thuộc quận Edmunds, tiểu bang Nam Dakota, Hoa Kỳ. Năm 2010, dân số của xã này là 17 người.